# ديفان روسيش
ديان روسيش أو ديفان روزتش  (بالسلوفينية: Dejan Rusič)‏(ولد في 5 ديسمبر 1982) هو المهاجم السلوفيني، الذي يلعب حاليا ل نادي التعاون السعودي في دوري المحترفين السعودي.
ولعب للمنتخب سلوفينيا وطنية في مناسبات عدة منذ عام 2007.

## وصلات خارجية
- ديفان روسيش على موقع قاعدة بيانات كرة القدم.إي يو (الإنجليزية)
- ديفان روسيش على موقع ناشيونال فوتبول تيمز (الإنجليزية)
- ديفان روسيش على موقع Soccerway.com (الإنجليزية)
- ديفان روسيش على موقع عالم كرة القدم.نت (الإنجليزية)

- Player profile - FC Timişoara
- Player profile - NZS
- Career details at National Football Teams